# Emponzoñamiento crotálico

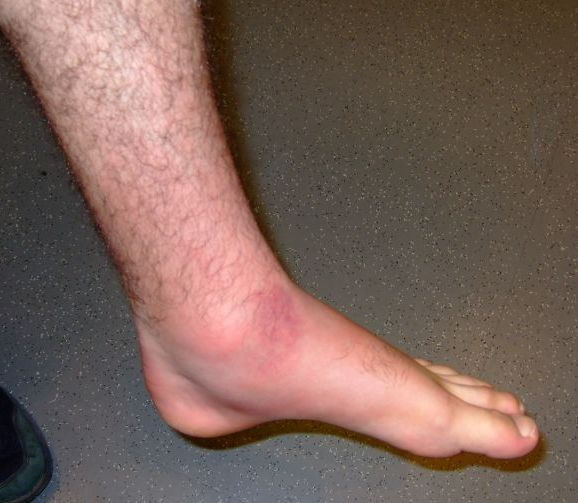
Inflamación y enrojecimiento característico de mordedura de víbora, paciente masculino: tres días posterior a la morderdura, sin tratamiento.

El emponzoñamiento crotálico es el envenenamiento producido por la mordedura de una serpiente del género Crotalus. Este tipo de emponzoñamiento representa un problema médico común en América Central y partes de América del Sur, siendo la segunda más frecuente que se registran en la región después del emponzoñamiento bothrópico. El emponzoñamiento se caracteriza por escasas patologías del tejido que rodea la zona de la mordedura, siendo evidente un edema importante pero sin llegar a la necrosis. Sin embargo, debido a la naturaleza neurotóxica y hemolítica del veneno de las cascabel, las manifestaciones generales suelen ser tórpidas con afectación neurológica y hematológica.

## Epidemiología
Los accidentes por serpientes venenosas en América Latina son, en general, sub-notificados, estimándose que se producen unos 150.000 accidentes al año, de los cuales ~65% son hospitalizados. Brasil, Ecuador y Venezuela son los países más afectados, con una incidencia variable ente 45 a 1000 casos por 100.000 habitantes, la mayoría producidos por serpientes del género Bothrops, Crotalus y con menor frecuencia Lachesis y Micrurus (coral). En México cerca del 10% de las mordeduras de serpientes acaban con la vida del paciente, siendo las mordeduras de cascabel y Bothrops atrox las más frecuentes, especialmente en el estado de Veracrúz.
Los crótalos no están presentes en España ni Europa de manera que no son de interés epidemiológico en esos países.

## Patogenia
El veneno de las cascabel contiene una variedad de péptidos, enzimas y toxinas, de los cuales la crotoxina es la más importante representando cerca del 50% de la ponzoña. Se ha observado que los accidentes en la cabeza y en el tronco tienden a ser más serios. Los niños suelen complicarse con mayor frecuencia, ya que su reducido volumen de distribución hace que el veneno actúe con mayor rapidez a nivel sistémico.

## Cuadro clínico

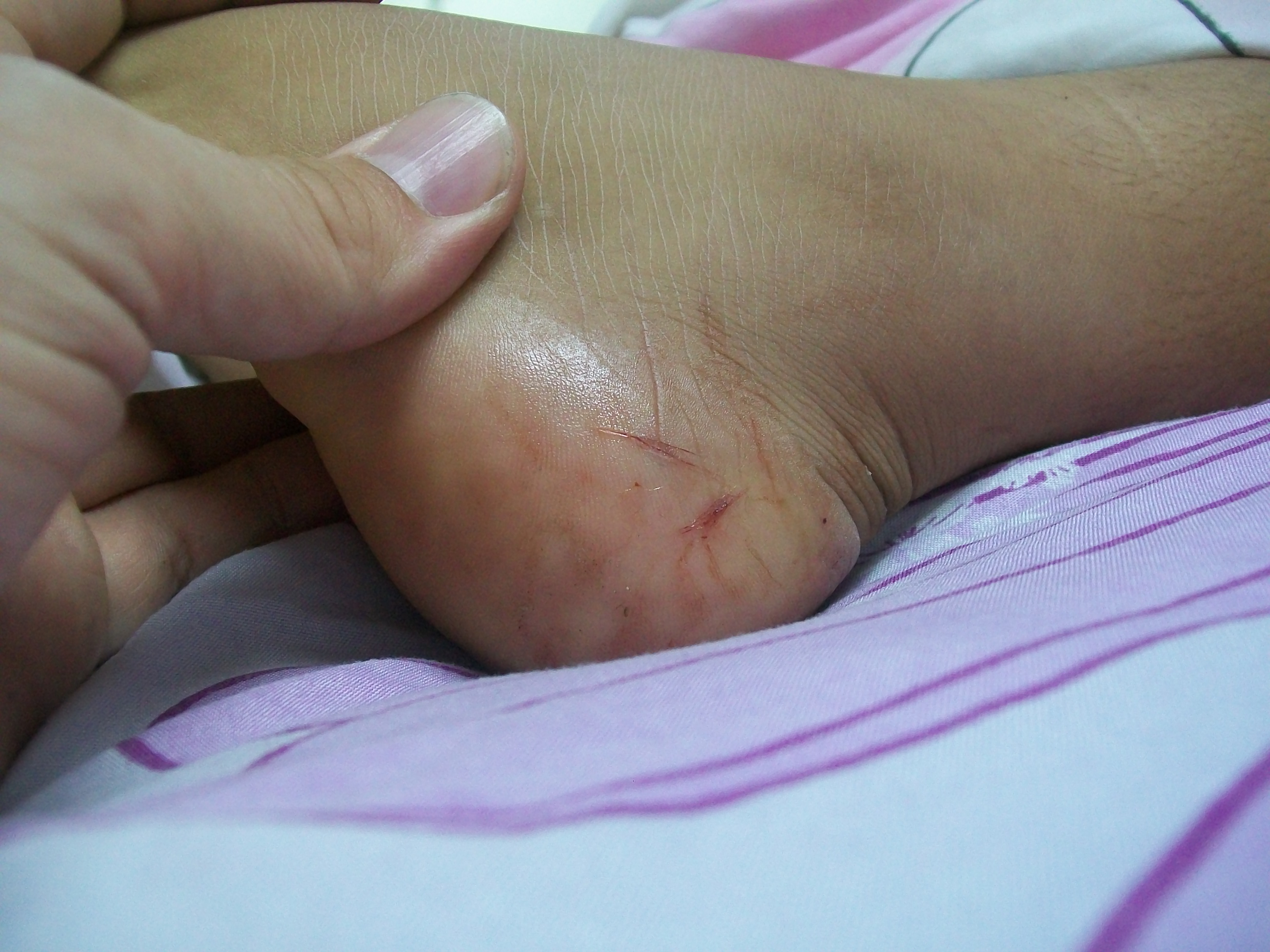
Sitio de mordedura de cascabel en el tobillo izquierdo de una escolar femenina de 9 años de edad, tres horas de evolución.

El envenenamiento por serpientes cascabel inducen muy pocas alteraciones en el sitio de la inyección de veneno, sin conducir a daño permanente al tejido circundante a la herida ni a la discapacidad o amputación del miembro afectado. El edema es la manifestación local más importante y común en el emponzoñamiento por Crotalus.
Ocasionalmente se han reportado un conjunto de signos y síntomas cardiotóxicos, tales como taquicardia, bradicardia y otros trastornos del ritmo cardíaco.

### Afectación neurológica
Los emponzoñamiento de todas las cascabel causan fundamentalmente alteraciones sistémicas como trastornos neurológicos y hematológicos y, en los casos más graves, una insuficiencia renal aguda que puede llevar a la muerte del paciente. Los primeros síntomas suelen ser oculares, especialmente la ptosis palpebral que puede aparecer una hora después de la mordedura. También pueden aparecer complicaciones como estrabismo convergente o divergente, trastornos visuales debido a una oftalmoplejia externa y ocasionalmente interna con visión borrosa pero sin que los reflejos a la luz ya sean directos o no, sufren alteración.
Se han reportado mareos, dolor de cabeza, calambres en todo el cuerpo y especialmente en la extremidad afectada, temblores, angustia, sudoración, náuseas y vómitos ocasionales.

### Afectación hematológica
Hay dos efectos hemotóxicos principales causados por el veneno de cascabel. Primero está la acción de las metaloproteasas que contienen zinc y fosfolipasas sobre las células del endotelio capilares. Este efecto puede causar la agregación plaquetaria y hemorragia. El segundo es la acción del antagonista de plaquetas llamado crotoxina; una toxina que crea un efecto de sangrado intenso, ya que se une a la superficie las proteínas que bloquean la agregación plaquetaria.
Estos dos efectos completamente diferentes puede parecer contraproducente, sin embargo, el efecto es aditivo. En primer lugar, si se rompen las células endoteliales causará un efecto de lisis y hemorragia interna, entonces como estas hemorragias aumentan la respuesta natural de la trombina que se ve obstaculizada por el efecto de la crotoxina incrementando el efecto tóxico. La respuesta de pánico ante una mordedura de cascabel acelera el ritmo cardíaco y aumenta la presión arterial, acelerando la velocidad del efecto tóxico, así como la difusión del efecto hemolítico y hemorrágico del veneno.

## Tratamiento
Aunque la inmovilización de la extremidad mordida puede ser útil para los elápidos, incluyendo las cobras, las serpientes de coral, las mambas y las serpientes marinas, no es un procedimiento adecuado para el emponzoñamiento por víboras como los Bothorps.
El suero antiofídico polivalente es el adecuado para los emponzoñamientos por todas las especies de Crotalus, una solución de inmunoglobulinas específicas purificadas por digestión enzimática, por lo general del caballo. Cada mililitro del antiofídico polivalente—el cual viene en frascos de 10 ml—neutraliza a 2 mg de veneno. Anterior a la administración del antiofídico se debe realizar una prueba de sensibilidad por razón de que suele causar reacciones alérgicas. Para ello se administra 0,1 ml de una solución preparada con 1 ml de suero antiofídico diluido en 9 ml de solución salina. Si la prueba de sensibilidad resulta positivo el personal de atención médica realiza una desensibilización con hidrocortisona previo al suero antiofídico.